# Кук (Цетинград)
45°10′ пн. ш. 15°43′ сх. д. / 45.16° пн. ш. 15.71° сх. д.
Кук (хорв. Kuk) — населений пункт у Хорватії, у Карловацькій жупанії у складі громади Цетинград.

## Населення
Населення за даними перепису 2011 року становило 2 осіб.
Динаміка чисельності населення поселення: